# Scolopendra gigantea
Il centopiedi amazzonico gigante (Scolopendra gigantea (Linnaeus, 1758)), noto anche come centopiedi peruviano dalle zampe gialle, è uno dei più grandi centopiedi del genere Scolopendra, misurando in lunghezza fino a 30 cm. Questa specie si rinviene in varie zone del Sud America e dei Caraibi, dove preda una grande varietà di animali, includendo altri considerevoli artropodi, anfibi, mammiferi e rettili.

## Distribuzione ehabitat
È naturalmente rinvenuta nella parte settentrionale del Sudamerica; può essere rinvenuta nei paesi che includono Aruba, Curaçao, Colombia, Venezuela (comprendendo l'isola Margarita) e Trinidad. Gli avvistamenti di Saint Thomas, Haiti, Repubblica Dominicana, Messico, Porto Rico e Honduras sono considerati come introduzioni accidentali o segnalazioni errate.
Scolopendra gigantea può essere rinvenuta nelle foreste pluviali tropicali o sub-tropicali e nelle foreste tropicali aride.

## Biologia
È un carnivoro che si nutre di qualsiasi altro animale che riesce a sopraffare e ad uccidere; è capace di cacciare non solo altri invertebrati, come insetti ed anche tarantole, ma anche piccoli vertebrati, includendo piccole lucertole, rane (lunghe fino a 95 mm), serpenti (lunghi fino a 25 cm), uccelli della dimensione di un passero, topi e pipistrelli. Grandi esemplari di S. gigantea sono stati documentati nell'atto di utilizzare una strategia unica per catturare i pipistrelli, che consiste nel raggiungere il soffitto delle caverne e catturare e immobilizzare la preda con solo pochi arti attaccati al soffitto.

## Veleno
In Venezuela c'è un caso documentato della morte di un bambino di 4 anni attribuito al veleno. Una scolopendra gigantea non può uccidere un uomo, ma può causargli sintomi quali febbre, infiammazione dei tessuti, debolezza e sudorazione eccessiva, oltre a gonfiore e dolore intenso e localizzato, che può durare anche alcuni giorni.